# Аґостіно Чяска
Аґості́но Чя́ска O.E.S.A., в українських джерелах Августин Чяска або Августин Часка, в світі Паскуа́ле Раффае́ле Чя́ска (італ. Agostino Pasquale Raffaele Ciasca; 7 травня 1835, Поліньяно-а-Маре, тоді Королівство Обох Сицилій ― 6 лютого 1902, Рим) ― італійський католицький архієпископ і кардинал; сходознавець, архівіст Ватиканського архіву. Головував на Львівському синоді 1891 року.

## Життєпис
Народився 7 травня 1835 року в Поліньяно-а-Маре (нині митрополійне місто Барі) в сім'ї Леонардо та Олімпії (до шлюбу Монтанара) і був охрещений під іменем Паскуале Раффаеле.

### Навчання
Початкову освіту здобув при монастирі францисканців-реформатів у рідному містечку, в Монополі вивчав філософію, а в лютому 1856 року поїхав до Риму продовжувати студії, проте вже 10 березня того ж року вступив до Ордену святого Августина. Новіціятський вишкіл отримав у монастирі святої Катерини в Ґуббіо, де 11 березня 1857 року склав вічні обіти. Філософію і богослов'я довершував у Римі. 18 вересня 1858 року єпископ Непі і Сутрі Лоренцо Сіньяні висвятив його в Браччано на священика. Отримавши ступінь доктора богослов'я, почав відвідувати курси східних мов у Римському університеті ла Сапієнца (1863—1865), здобув докторат. 1 листопада 1866 року призначений на кафедру гебрейської мови в Папській Урбаніанській колегії Конгрегації пропаганди віри.

### Науково-дослідницька діяльність
Брав участь в засіданнях Першого Ватиканського собору як богослов і перекладач зі східних мов. На основі особистих спостережень і приміток написав книгу «Внутрішня історія Вселенського собору». В 1872 році призначений консультором (радником) відділу Конгрегації пропаганди віри у справах східного обряду; опублікував у Римі книгу «Examen critico-apologeticum super constitutionem dogmaticam de Fide Catholica». Від 1876 року працював з арабськими рукописами у Ватиканській бібліотеці. В 1878 призначений перекладачем у Конгрегації пропаганди віри та цензором книг, які поступали до Конгрегації від різних східних церков для потвердження.
В 1879 році побував у відрядженні в Єгипті і на Близькому Сході. Під час поїздки займався перевіркою сирійських літургійних книг, придбав чимало коптських та арабських рукописів для Ватиканської бібліотеки (каталог рукописів і предметів, привезених з цієї експедиції виданий посмертно в 1904 році). В 1881 році опублікував переклад і коментар коптських папірусів з Музею Борджа Конгрегації пропаганди віри. Наступного року був призначений префектом комісії з перевірки арабського і латинського текстів Ливанського собору 1736 року. 1885 — декан філологічного факультету Римської семінарії; оголосив друком два перші томи «Sacrorum Bibliorum fragmenta Copto-Sahidica» (третій вийшов посмертно в 1904 році).
В 1888 році опублікував арабський текст і латинський переклад твору Татіана «Діатессарон» («Tatiani Diatessaron seu Evangeliorum Harmoniae arabice»), на основі двох кодексів з Музею Борджа і Ватиканської бібліотеки. В цей період також виконував уряд генерального прокуратора (економа) Августиніанського ордену. 12 квітня 1889 року Лев ХІІІ призначив його консультором Верховної Священної Конгрегації Римської та Вселенської Інквізиції, а 19 травня 1891 — префектом Ватиканського архіву.

### Єпископ
1 червня 1891 року від Папи Льва ХІІІ отримав призначення на титулярного архієпископа Лариси. Єпископські свячення відбулися 7 червня в Римі в церкві святого Августина. Святителями були два єпископи-августиніанці Ґульєльмо Піффері і Луїджі Сепіаччі та кардинал Маріано Рамполла.

#### Участь у Львівському синоді 1891 року
4 вересня 1891 року призначений делегатом і головою синоду Галицької греко-католицької митрополії, який відбувався у Львові з 24 вересня по 8 жовтня 1891 року. Прибув до Львова 14 вересня, брав участь і головував на чотирьох урочистих сесіях в соборі святого Юра. 8 жовтня першим поставив підпис під діяннями синоду і 12 жовтня виїхав через Відень до Риму. В Римі подбав про публікацію актів і декретів Львівського синоду (Acta et decreta Synodi Provincialis Ruthenorum Galiciae habitae Leopoli an. 1891, Romae: Ex Topographia Polyglotta, 1895). Залишив про себе хороші враження, навіть серед москвофілів таких, як Ізидор Шараневич і Михайло Малиновський; дуже позитивно відгукувався у Відні і Римі про українське греко-католицьке духовенство і митрополита Сильвестра Сембратовича.
Від 19 вересня 1892 року — про-секретар, а від 4 липня 1893 року — секретар Конгрегації пропаганди віри. Головним його завданням на цій посаді була реорганізація католицьких місій і їх адміністрації, особливо в Галичині та на Близькому Сході.

### Кардинал
На консисторії 19 червня 1899 року піднесений до кардинальської гідності, а 22 червня йому надано титул кардинала-священика церкви Сан Каллісто. Належав до різних конгрегацій Римської курії.
Помер 6 лютого 1902 року в Римі. Похоронні відправи відбулися в церкві Санта Марія дель Пополо за участі 23-х кардиналів. Похований в каплиці оо. Августинів на римському цвинтарі Кампо Верано.

### Нагороди
- Великий хрест ордена Франца Йосифа (1892)[8]
- Єрусалимський Орден Святого Гробу Господнього